# Ontmoeting in de herfst
Ontmoeting in de herfst is een hoorspel van Anton Quintana. Het werd op woensdag 25 april 1962 door de VARA uitgezonden (met een herhaling op woensdag 8 september 1965). Gé van Koten speelde Prelude en thema voor hobo van Leo Unger. De regisseur was S. de Vries jr. De uitzending duurde 29 minuten.

## Rolbezetting
- Barbara Hoffman (het meisje)
- Johan Wahain (de jongeman)

## Inhoud
Een jongeman is met de trein uit Reindel aangekomen. In deze grensplaats was hij vroeg in de morgen bij de begrafenis van zijn moeder, die daar tien jaar in een sanatorium heeft gelegen. Wachtend op zijn aansluiting wordt hij aangesproken door een jonge vrouw. Van dit gesprek is hij eigenlijk helemaal niet gediend, maar de vrouw blijkt heel andere motieven te hebben dan hij denkt. Zij is toevallig juist op weg naar Reindel om daar in een gezin te werken en legt een ongewone belangstelling aan de dag voor die plaats, voor het sanatorium en in het bijzonder voor de tuin die eromheen loopt. Daar heeft hij heel wat dagdromen gedroomd. Hij moet haar daar alles van vertellen. Dan komt zij met haar verhaal. Haar verloofde is onkundig van haar plotselinge vertrek. Zij heeft hem in alle vroegte slapend achtergelaten, en daar heeft zij een goede reden voor, een reden die de jongeman aan wie ze dit vertelt schokt en hem tot het plotselinge besef brengt dat zich voor hem een onverwacht pesrspectief opent, dat hij nooit zal kunnen verwerkelijken…